# Matrixkracht
Matrixkracht is een fictieve magische kracht uit de fantasy-cyclus Darkover van de schrijfster Marion Zimmer Bradley, gesitueerd op de fictieve planeet Darkover.
De Matrixkracht is een bundeling van larantalenten. Dit zijn genetisch aangeboren magische krachten, die bij iedere persoon een verschillende concentratie kennen, en verschillende eigenschappen hebben. Deze variëren van het talent om gebeurtenissen te voorspellen tot het talent om stormen te beheersen. 
In de wetenschappelijke Matrixtorens wordt door middel van Matrixkringen, ofwel groepskoppelingen van gedachten, via de larankracht van de verschillende personen mentale energie geproduceerd. Deze wordt vervolgens in Matrix-accu’s verzameld, die voor vele doeleinden gebruikt kunnen worden. De personen die hun larantalent onder controle hebben worden geacht om enige tijd dienst te doen in een Matrixtoren. 
Tijdens de Chaosjaren gebruikt de Elhalyn de Matrixkracht om de Ridenow te verslaan, en ontwikkelen de Matrixtorens hiervoor zeer gevaarlijke wapens, zoals het Kiltzuur dat zich dwars door stenen kan vreten. Het gebruik van de Matrixkracht als wapen heeft grote gevolgen voor de samenleving van Darkover en mede hierdoor wordt deze periode later aangeduid als de Chaosjaren.